# Филиппенков (хутор)
Филиппе́нков — хутор в Каменском районе Ростовской области.
Входит в состав Красновского сельского поселения.

## Население
| 2010 |
| ---- |
| 490  |

## Улицы
| - ул. Кирова, - пер. Клубный, - ул. Набережная, - ул. Некрасова, | - ул. Платова, - пер. Придорожный, - ул. Пушкина, - ул. Чапаева. |

## Инфраструктура
Вблизи хутора расположен военный полигон «Бородиновский», на котором проводился Первый отборочный этап соревнований «АрМИ-2019».